# Pamhagen
Pamhagen (in ungherese: Pomogy) è un comune austriaco di 1 672 abitanti nel distretto di Neusiedl am See, in Burgenland.